# Portugal no Mundial de Futebol da FIFA de 2022
A seleção de Portugal foi uma das trinta e duas equipas participantes no Mundial de Futebol de 2022, torneio que ocorreu entre 20 de novembro a 18 de dezembro no Catar.

## Qualificação
Devido à pandemia de covid-19 em 2020 não se disputou nenhum jogo, começou em março de 2021 com os encontros correspondentes à fase de grupos. Ao terminar no segundo lugar do Grupo A, qualificou-se para os play-offs europeus onde, nas semifinais, derrotou a Turquia e na final venceu a Macedónia do Norte, assegunrando assim a qualificação para o Mundial.
O primeiro jogo da seleção no apuramento para o Mundial 2022 foi disputado em Turim, no Juventus Stadium devido às restrições provocadas pela pandemia de Covid-19. A equipa portuguesa dominou totalmente a seleção azeri, chegando a ter 70% de posse de bola, mas nem por isso foi capaz de colocar a bola no fundo das redes por iniciativa própria. O jogo acabaria por se saldar numa vitória portuguesa por 1-0, após um autogolo da equipa adversária. 
Três dias mais tarde, em Belgrado, contra a Sérvia, a equipa portuguesa apresentou-se com um 11 quase totalmente diferente do jogo anterior e cedo chegou à vantagem, com dois cabeceamentos certeiros de Diogo Jota aos 11' e aos 36'. A partida parecia estar bem encaminhada, mas os Sérvios responderam da melhor forma, com um golo de Mitrović logo no início da segunda parte, seguido do tento do empate, por Kostić, aos 60'. Aos 93 minutos, na última jogada da partida, Cristiano Ronaldo encaminhou a bola para a baliza sérvia. Esta passou completamente a linha de fundo, mas o árbitro Danny Makkelie, sem qualquer assistência de VAR e tecnologia da linha de golo, não deu o tento como válido. O capitão da seleção recebeu um cartão amarelo por protestos e, revoltado, abandonou o campo mesmo antes do apito final, atirando a braçadeira de capitão ao chão. 
No Luxemburgo, Portugal entrou sem chama e foi a equipa da casa a primeira a adiantar-se no marcador. A reação de Portugal não se fez esperar e ainda antes do intervalo, Diogo Jota cabeceou com sucesso para o fundo das redes. Com mais intensidade, os portugueses acabaram por ficar em vantagem após um golo de Cristiano Ronaldo. Palhinha acabaria por selar o resultado final em 3-1. Portugal ficaria assim em primeiro lugar do grupo, com mais golos marcados do que a Sérvia. 
O jogo contra a Irlanda viu mais uma vez os portugueses a não conseguirem concretizar e mais uma vez a correrem atrás do prejuízo, após um golo marcado pelos irlandeses pouco antes do intervalo. Tudo apontava para que Portugal saísse do Estádio Algarve com uma derrota, mas Cristiano Ronaldo, que falhara um penálti e fizera um jogo algo apagado, cabeceou para o fundo das redes aos 88' e aos 96', selando a vitória de Portugal na última jogada do encontro e tornando-se definitivamente o melhor marcador da história por seleções.
Alguns dias mais tarde e já sem o seu capitão, entretanto dispensado, Portugal venceu o Qatar por 3-1 num jogo particular realizado na Hungria, com golos de André Silva, Bruno Fernandes e Otávio, num jogo em que dois jogadores da seleção do médio oriente foram expulsos.
No encontro contra o Azerbeijão em Bacu, os portugueses foram categóricos ao vencer a equipa da casa por 3-0, com golos de André Silva, Bernardo Silva e Diogo Jota, num jogo em que Portugal desperdiçou mais uma série de lances claros de golo.
Portugal defrontaria de novo o Qatar, desta vez no Estádio Algarve, e mais uma vez confirmou a sua superioridade num jogo de sentido único. O final selar-se-ia por mais uma vitória com três golos, marcados por Ronaldo, André Silva e José Fonte, que se estreou a marcar pela seleção.
Alguns dias depois, no mesmo estádio, os portugueses encontraram o Luxemburgo, e cedo se adiantaram no marcador, graças a duas grandes penalidades aos 8' e aos 13', convertidas com sucesso por Ronaldo, que chegou aos 800 golos na carreira. Aos 17' foi Bruno Fernandes a dilatar ainda mais o resultado. Na segunda parte, João Palhinha voltou a marcar aos luxemburgueses e Ronaldo conquistou o seu 10º "hat-trick" pela equipa das quinas, selando o resultado final em 5-0.
Portugal entrou nos dois últimos jogos de apuramento necessitando apenas de dois empates para chegar à fase final. Em Dublin, contra a Irlanda, esse ponto foi assegurado apesar de um jogo medíocre onde o resultado não foi além do 0-0. Em Lisboa, perante um Estádio da Luz cheio e apenas a necessitar de um ponto, Portugal foi surpreendido com o 2-1 da Sérvia no final da partida, depois de ter entrado praticamente a ganhar, com um golo de Renato Sanches aos 2', o que atirou Portugal para um playoff a disputar em Março de 2022. As exibições muito pobres da equipa nestes dois jogos suscitaram fortes críticas dos adeptos, que começaram a questionar o lugar de Fernando Santos como selecionador.
O primeiro jogo do playoff foi disputado no Estádio do Dragão contra a Turquia. Os portugueses entraram com vontade de tomar conta do jogo e foi Otávio a inaugurar o marcador aos 15'. Mesmo antes do intervalo, Diogo Jota alargou a vantagem. No entanto, os turcos não atiraram a toalha ao chão e conseguiram reduzir aos 65'. Vinte minutos mais tarde, foi marcado um penálti a favor dos turcos, mas Burak Yilmaz falhou o remate. Matheus Nunes acabaria por sentenciar a partida, marcando o 3-1 já nos descontos. Cinco dias depois, os portugueses acabariam por confirmar a presença na fase final do mundial ao vencerem a Macedónia do Norte por 2-0, num jogo em que o resultado nunca esteve em causa, com Bruno Fernandes a bisar e poucas iniciativas de ataque por parte dos macedónios.

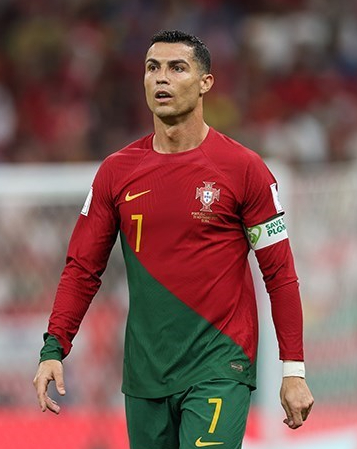
Cristiano Ronaldo em campo durante o Mundial 2022.

No sorteio realizado em Doha a 1 de abril, Portugal foi colocado no grupo H, juntamente com Gana, Uruguai e Coreia do Sul.
A estreia com o Gana viu Portugal a dominar a posse de bola durante toda a primeira parte, mas sem grande perigo para a baliza africana. No início da segunda parte Cristiano Ronaldo converteu um penalty, marcando o 50⁰ golo da seleção em mundiais e tornando-se o primeiro jogador da história a marcar em 5 fases finais de mundiais. A reação do Gana não se fez esperar, e o empate surgiu pouco depois. O jogo animou e João Félix pôs de novo Portugal a vencer com um grande golo de chapéu sobre o guarda redes. Rafael Leão dilatou o resultado pouco depois. Os ganeses não desistiram e conseguiram mesmo marcar de novo. Diogo Costa quase cedeu o empate ao perder a bola na área para um jogador nas suas costas, mas o resultado ficaria fechado em 3-2, sendo a primeira entrada a ganhar num torneio de Portugal desde 2006.
No segundo encontro contra o Uruguai, os portugueses tiveram de novo de defrontar um bloco defensivo compacto e tiveram dificuldades em criar oportunidades de golo. Diogo Costa destacou-se, travando um remate de Betancur, que se isolara na área portuguesa. O domínio português acabou por concretizar-se aos 54', com um centro de Bruno Fernandes para Cristiano Ronaldo que acabou dentro da baliza uruguaia. O golo ainda foi atribuído ao capitão português, que aparentemente cabeceara ao de leve, mas acabou por fazer parte da conta do nº 8 de Portugal. Obrigado a pontuar, o Uruguai reagiu ao resultado e criou algum perigo, mas após algumas mexidas na equipa o meio campo português estabilizou-se. O segundo e último golo da partida chegou após análise de um lance de mão na bola com a ajuda do VAR. Bruno Fernandes aumentou a sua contagem pessoal e quase fez o primeiro hat trick do mundial, com um grande remate de fora da área a embater no poste. Portugal conseguiu assim apurar-se para a fase seguinte ao segundo jogo, algo que apenas acontecera em 1966 e 2006.
Contra os sul-coreanos, a equipa de Portugal descansou vários titulares habituais e foi Ricardo Horta a inaugurar o marcador aos 5', após passe de Diogo Dalot. Obrigada a vencer para seguir em frente, a equipa asiática conseguiu empatar aos 27 minutos. Portugal não voltou a marcar, e já nos descontos finais Hwang Hee-Chan liderou uma jogada de contra ataque que permitiu a reviravolta no marcador, o que não impediu os portugueses de acabarem na mesma em primeiro lugar do grupo, tendo pela frente a Suíça nos oitavos de final.
O confronto com os helvéticos viu Cristiano Ronaldo começar no banco de suplentes, pela primeira vez numa fase final desde 2008. Gonçalo Ramos, que o substituiu, abriu o marcador aos 16' com um remate a entrar no canto da baliza Suíça. Aos 32' Pepe aumentou a vantagem com um grande golo de cabeça no seguimento de um canto. A segunda parte viu Portugal confirmar uma das suas melhores exibições em fases finais de um mundial: Gonçalo Ramos chegou ao hat trick e ainda assistiu Raphael Guerreiro. Os suíços conseguiram reduzir, mas foi Rafael Leão a selar o resultado final em 6-1 com um grande golo em arco fora da área.
Os quartos de final de final viram Portugal defrontar Marrocos, a equipa-sensação do campeonato, que já eliminara Espanha e que sofrera apenas um golo em toda a competição. O bloco defensivo marroquino revelou-se impenetrável e mais ficou após o golo da equipa africana aos 42' por Youssef En-Nesyri. Portugal tudo fez para tentar dar outro rumo ao resultado, mas não era o dia de Portugal: Bruno Fernandes enviou uma bola à trave e o guarda redes Yassine Bounou defendeu dois remates com selo de golo de João Félix e Cristiano Ronaldo. Portugal viu-se assim afastado do campeonato, naquela que acabou por ser a sua 3ª melhor prestação em mundiais.
Menos de uma semana após a saída do mundial a Federação Portuguesa de Futebol oficializou a saída de Fernando Santos, após mais de oito anos e 109 jogos à frente dos destinos da seleção portuguesa.
|  | Equipas qualificadas para o Mundial de 2022 |
|  | Equipas qualificadas para a segunda fase    |
|  | Equipas eliminadas                          |

| Pos | Equipe     | Pts | J | V | E | D | GP | GC | SG  | Classificado                              |  | SRB | POR | IRL | LUX | AZE |
| --- | ---------- | --- | - | - | - | - | -- | -- | --- | ----------------------------------------- |  | --- | --- | --- | --- | --- |
| 1   | Sérvia     | 20  | 8 | 6 | 2 | 0 | 18 | 9  | +9  | qualificadas para a Copa do Mundo de 2022 |  | —   | 2–2 | 3–2 | 4–1 | 3–1 |
| 2   | Portugal   | 17  | 8 | 5 | 2 | 1 | 17 | 6  | +11 | qualificadas para a segunda fase          |  | 1–2 | —   | 2–1 | 5–0 | 1–0 |
| 3   | Irlanda    | 9   | 8 | 2 | 3 | 3 | 11 | 8  | +3  | Eliminado                                 |  | 1–1 | 0–0 | —   | 0–1 | 1–1 |
| 4   | Luxemburgo | 9   | 8 | 3 | 0 | 5 | 8  | 18 | −10 | Eliminado                                 |  | 0–1 | 1–3 | 0–3 | —   | 2–1 |
| 5   | Azerbaijão | 1   | 8 | 0 | 1 | 7 | 5  | 18 | −13 | Eliminado                                 |  | 1–2 | 0–3 | 0–3 | 1–3 | —   |

## Jogos
O calendário de jogos foi divulgado pela UEFA em 8 de dezembro de 2020. Os jogos entre 27 de março e a partir de 31 de outubro seguiram o fuso horário UTC+1 (rondas 1–2 e 9–10). Para os jogos entre 28 de março e 30 de outubro o fuso horário seguido foi o UTC+2 (rodadas 3–8).
| 24 de março de 2021 | Portugal            | 1 – 0                             | Azerbaijão | Juventus Stadium, Turim (Itália)       |
| 20:45               | Medvedev 36' (g.c.) | Relatório (FIFA) Relatório (UEFA) |            | Público: 0 Árbitro: GER Daniel Siebert |

| 27 de março de 2021 | Sérvia                       | 2 – 2                             | Portugal            | Estádio Estrela Vermelha, Belgrado     |
| 20:45               | A. Mitrović 46' · Kostić 60' | Relatório (FIFA) Relatório (UEFA) | Diogo Jota 11', 36' | Público: 0 Árbitro: NED Danny Makkelie |

| 30 de março de 2021 | Luxemburgo    | 1 – 3                             | Portugal                                                | Estádio Josy Barthel, Luxemburgo      |
| 20:45               | Rodrigues 30' | Relatório (FIFA) Relatório (UEFA) | Diogo Jota 45+2' · Cristiano Ronaldo 51' · Palhinha 80' | Público: 0 Árbitro: RUS Sergei Ivanov |

| 1 de setembro de 2021 | Portugal                     | 2 – 1                             | Irlanda  | Estádio Algarve, Faro/Loulé           |
| 20:45                 | Cristiano Ronaldo 89', 90+6' | Relatório (FIFA) Relatório (UEFA) | Egan 45' | Público: 7 831 Árbitro: SVN Matej Jug |

| 7 de setembro de 2021 | Azerbaijão | 0 – 3                             | Portugal                                              | Estádio Olímpico, Bacu                   |
| 18:00                 |            | Relatório (FIFA) Relatório (UEFA) | Bernardo Silva 26' · André Silva 31' · Diogo Jota 75' | Público: 20 574 Árbitro: ITA Marco Guida |

| 12 de outubro de 2021 | Portugal                                                                        | 5 – 0                             | Luxemburgo | Estádio Algarve, Faro/Loulé                 |
| 20:45                 | Cristiano Ronaldo 8' (pen), 13' (pen), 87' · Bruno Fernandes 18' · Palhinha 69' | Relatório (FIFA) Relatório (UEFA) |            | Público: 18 553 Árbitro: FRA Benoît Bastien |

| 11 de novembro de 2021 | Irlanda | 0 – 0                             | Portugal | Aviva Stadium, Dublin                          |
| 20:45                  |         | Relatório (FIFA) Relatório (UEFA) |          | Público: 50 373 Árbitro: ESP Jesús Gil Manzano |

| 14 de novembro de 2021 | Portugal          | 1 – 2                             | Sérvia                      | Estádio da Luz, Lisboa                      |
| 20:45                  | Renato Sanches 2' | Relatório (FIFA) Relatório (UEFA) | Tadić 33' · A. Mitrović 90' | Público: 58 873 Árbitro: ITA Daniele Orsato |

## Melhores marcadores
6 golos
- POR Cristiano Ronaldo

## Repescagem

### Semifinais
| Equipa 1 | Resultado | Equipa 2           |
| -------- | --------- | ------------------ |
| Portugal | 3–1       | Turquia            |
| Final    |           |                    |
| Portugal | 2–0       | Macedônia do Norte |

| 24 de março de 2022 | Portugal                                          | 3 – 1                             | Turquia    | Estádio do Dragão, Porto                    |
| 20:45               | Otávio 15' · Diogo Jota 42' · Matheus Nunes 90+4' | Relatório (FIFA) Relatório (UEFA) | Yılmaz 65' | Público: 48 010 Árbitro: GER Daniel Siebert |

### Final
| 29 de março de 2022 | Portugal                 | 2 – 0                             | Macedônia do Norte | Estádio do Dragão, Porto                    |
| 20:45               | Bruno Fernandes 32', 65' | Relatório (FIFA) Relatório (UEFA) |                    | Público: 48 010 Árbitro: ENG Anthony Taylor |

## Preparação

### Liga das Nações da UEFA A de 2022–23
| Pos | Equipe   | Pts | J | V | E | D | GP | GC | SG | Classificação ou descenso     |     | Espanha | Portugal | Suíça | República Checa |
| --- | -------- | --- | - | - | - | - | -- | -- | -- | ----------------------------- | --- | ------- | -------- | ----- | --------------- |
| 1   | Espanha  | 11  | 6 | 3 | 2 | 1 | 8  | 5  | +3 | Qualificado para a fase final |     | —       | 1–1      | 1–2   | 2–0             |
| 2   | Portugal | 10  | 6 | 3 | 1 | 2 | 10 | 3  | +7 |                               |     | 0–1     | —        | 4–0   | 2–0             |
| 3   | Suíça    | 9   | 6 | 3 | 0 | 3 | 6  | 10 | −4 |                               | 0–1 | 1–0     | —        | 2–1   |                 |
| 4   | Tchéquia | 4   | 6 | 1 | 1 | 4 | 5  | 13 | −8 | Despromovido à Liga B         |     | 2–2     | 0–4      | 2–1   | —               |

| 2 de junho de 2022 | Espanha    | 1 – 1     | Portugal          | Estádio Benito Villamarín, Sevilha |
| 20:45              | Morata 25' | Relatório | Ricardo Horta 82' | Árbitro: ENG Michael Oliver        |

| 5 de junho de 2022  | Portugal                                                   | 4 – 0     | Suíça | Estádio José Alvalade, Lisboa |
| 20:45 19:45 (UTC+1) | William Carvalho 15' · Ronaldo 35', 39' · João Cancelo 68' | Relatório |       | Árbitro: ISR Orel Grinfeld    |

| 9 de junho de 2022  | Portugal                              | 2 – 0     | Tchéquia | Estádio José Alvalade, Lisboa |
| 20:45 19:45 (UTC+1) | João Cancelo 33' · Gonçalo Guedes 38' | Relatório |          | Árbitro: SVN Matej Jug        |

| 12 de junho de 2022 | Suíça        | 1 – 0     | Portugal | Estádio de Genebra, Genebra |
| 20:45               | Seferović 1' | Relatório |          | Árbitro: CRO Fran Jović     |

| 24 de setembro de 2022 | Tchéquia | 0 – 4     | Portugal                                                | Estádio Sinobo, Praga                        |
| 20:45                  |          | Relatório | Dalot 33', 52' · Bruno Fernandes 45+2' · Diogo Jota 82' | Público: 19 322 Árbitro: SRB Srđan Jovanović |

| 27 de setembro de 2022 | Portugal | 0 – 1     | Espanha    | Estádio Municipal, Braga    |
| 20:45 19:45 (UTC+1)    |          | Relatório | Morata 88' | Árbitro: ITA Daniele Orsato |

## Amigáveis
| 17 novembro 2022 Jogo amigável | Portugal | v | Nigéria | Lisboa, Portugal               |
|                                |          |   |         | Estádio: Estádio José Alvalade |

## Plantel atual
Os seguintes 26 jogadores foram convocados para o Mundial de 2022 no Catar.
Atualizado até 10 de Novembro de 2022
| Nome              | Posição          | Clube               |
| ----------------- | ---------------- | ------------------- |
| Diogo Costa       | Guarda-redes     | Porto               |
| José Sá           | Guarda-redes     | Wolverhampton       |
| Rui Patrício      | Guarda-redes     | Roma                |
| Diogo Dalot       | Lateral-direito  | Manchester United   |
| João Cancelo      | Lateral-direito  | Manchester City     |
| Danilo Pereira    | Central          | Paris Saint-Germain |
| Pepe              | Central          | Porto               |
| Rúben Dias        | Central          | Manchester City     |
| António Silva     | Central          | Benfica             |
| Nuno Mendes       | Lateral-esquerdo | Paris Saint-Germain |
| Raphaël Guerreiro | Lateral-esquerdo | Borussia Dortmund   |
| João Palhinha     | Médio defensivo  | Fulham              |
| Rúben Neves       | Médio defensivo  | Wolverhampton       |
| Bernardo Silva    | Médio atacante   | Manchester City     |
| Bruno Fernandes   | Médio atacante   | Manchester United   |
| João Mário        | Médio            | Benfica             |
| Matheus Nunes     | Médio            | Wolverhampton       |
| Otávio            | Médio            | Porto               |
| Vitinha           | Médio            | Paris Saint-Germain |
| William Carvalho  | Médio defensivo  | Betis               |
| Rafael Leão       | Ponteiro         | Milan               |
| Ricardo Horta     | Ponteiro         | Braga               |
| Cristiano Ronaldo | Avançado         | Manchester United   |
| João Félix        | Avançado         | Atlético de Madrid  |
| André Silva       | Ponta de lança   | RB Leipzig          |
| Gonçalo Ramos     | Ponta de lança   | Benfica             |
| Fernando Santos   | Treinador        |                     |

### Fase de grupos - Grupo H

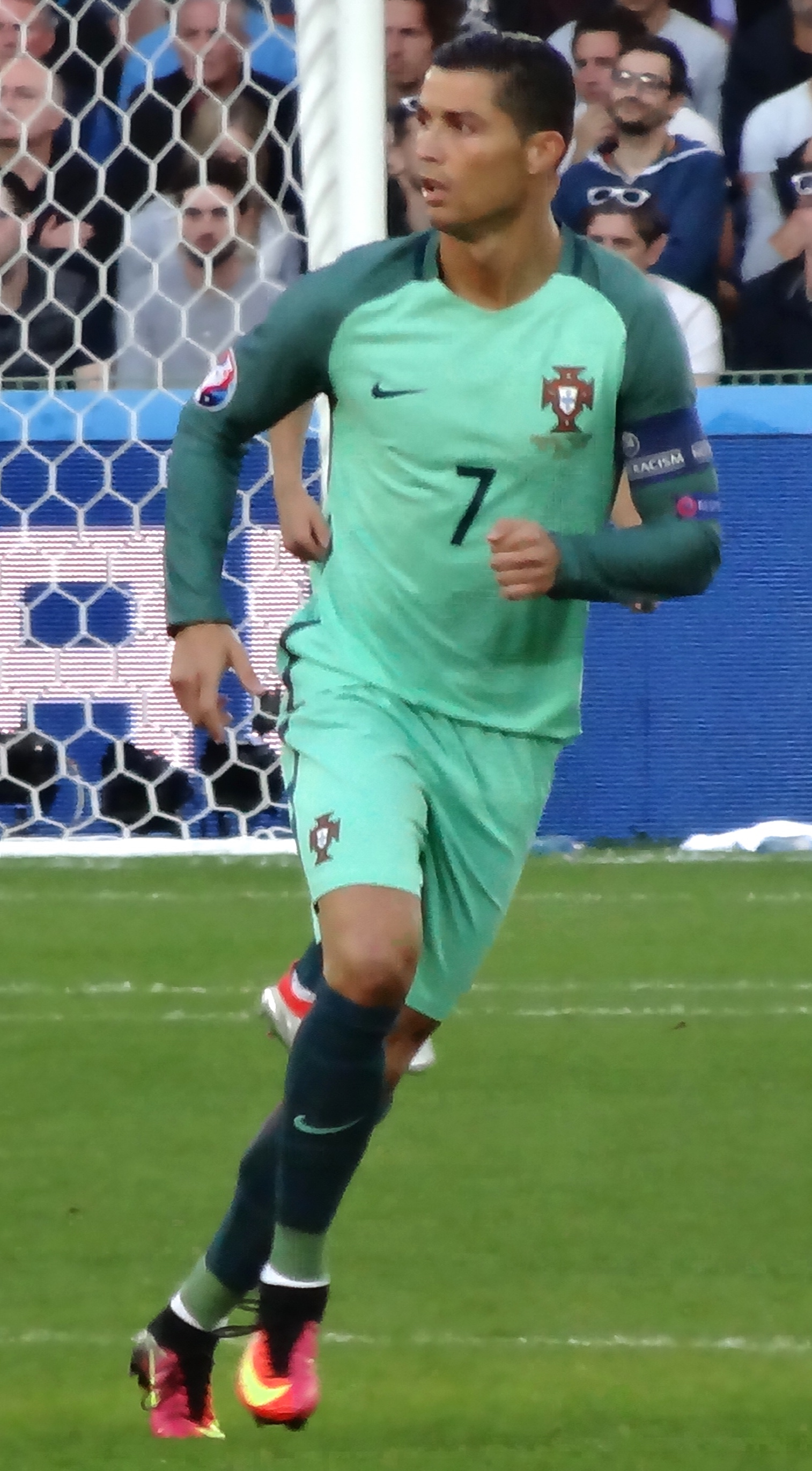
O capitão Ronaldo em 2016

O Grupo H do Mundial de 2022 aconteceu entre 24 de novembro e 2 de dezembro de 2022. O grupo é formado por Portugal, Gana, Uruguai e Coreia do Sul. As duas melhores equipas avançam para os oitavos de final .

## Equipas
| Inscrição             | Equipa        | Confederação | Método de qualificação     | Data de qualificação   | Aparições em Copas | Última participação | Melhor resultado        | Ranking da FIFA |
| Inscrição             | Equipa        | Confederação | Método de qualificação     | Data de qualificação   | Aparições em Copas | Última participação | Melhor resultado        | março de 2022.  |
| --------------------- | ------------- | ------------ | -------------------------- | ---------------------- | ------------------ | ------------------- | ----------------------- | --------------- |
| H 1 (cabeça-de-lista) | Portugal      | UEFA         | Vencedor da repescagem C   | 29 de março de 2022    | 8                  | 2018                | Terceiro lugar (1966)   | 8.°             |
| H2                    | Gana          | CAF          | Vencedor do grupo C        | 29 de março de 2022    | 4                  | 2014                | Quartos de final (2010) | 60.º            |
| H3                    | Uruguai       | CONMEBOL     | 3.º colocado da fase única | 24 de março de 2022    | 14                 | 2018                | Campeão (1930, 1950)    | 13.°            |
| H4                    | Coreia do Sul | AFC          | 2º colocado do grupo A     | 1 de fevereiro de 2022 | 11                 | 2018                | Quarto lugar (2002)     | 29.°            |

## Encontros anteriores em Mundiais
- Portugal x Gana:
  - 2014, fase de grupos: Portugal 2-1 Gana

- Portugal x Uruguai:
  - 2018, oitavos de final: Uruguai 2-1 Portugal

- Coreia do Sul x Portugal:
  - 2002, fase de grupos: Portugal 0-1 Coreia do Sul

## Qualificação
| Pos | Equipe        | Pts | J | V | E | D | GP | GC | SG | Classificado      |
| --- | ------------- | --- | - | - | - | - | -- | -- | -- | ----------------- |
| 1   | Portugal      | 6   | 3 | 2 | 0 | 1 | 6  | 4  | +2 | Fase eliminatória |
| 2   | Coreia do Sul | 4   | 3 | 1 | 1 | 1 | 4  | 4  | 0  | Fase eliminatória |
| 3   | Uruguai       | 4   | 3 | 1 | 1 | 1 | 2  | 2  | 0  | Eliminado         |
| 4   | Gana          | 3   | 3 | 1 | 0 | 2 | 5  | 7  | −2 | Eliminado         |

## Jogos
Todos os jogos seguem o fuso horário UTC.

### Portugal × Gana
| 24 de novembro | Portugal                                                       | 3 – 2     | Gana                  | Estádio 974, Doha                          |
| 16:00          | Cristiano Ronaldo 65' (pen) · João Félix 78' · Rafael Leão 80' | Relatório | 73' Ayew · 89' Bukari | Público: 42 662 Árbitro: USA Ismail Elfath |

| Portugal | Gana |

| GK              | 22 | Diogo Costa           |
| RB              | 20 | João Cancelo          |
| CB              | 4  | Rúben Dias            |
| CB              | 13 | Danilo Pereira 90+1'  |
| LB              | 5  | Raphaël Guerreiro     |
| DM              | 18 | Rúben Neves 77'       |
| CM              | 8  | Bruno Fernandes 90+5' |
| CM              | 25 | Otávio 56'            |
| AM              | 10 | Bernardo Silva 88'    |
| CF              | 11 | João Félix 88'        |
| CF              | 7  | Cristiano Ronaldo 88' |
| Substituições:  |    |                       |
| CM              | 14 | William Carvalho 56'  |
| DM              | 15 | Rafael Leão 77'       |
| AM              | 6  | João Palhinha 88'     |
| CF              | 26 | Gonçalo Ramos 88'     |
| CF              | 17 | João Mário 88'        |
| Treinador:      |    |                       |
| Fernando Santos |    |                       |

| GK             | 1  | Lawrence Ati-Zigi        |
| CB             | 18 | Daniel Amartey           |
| CB             | 23 | Alexander Djiku          |
| CB             | 4  | Mohammed Salisu 90+2'    |
| RWB            | 26 | Alidu Seidu 57' 66'      |
| LWB            | 17 | Baba Rahman              |
| CM             | 5  | Thomas Partey            |
| CM             | 20 | Mohammed Kudus 45' 77'   |
| CM             | 21 | Salis Abdul Samed 90+2'  |
| CF             | 10 | André Ayew 49' 77'       |
| CF             | 19 | Iñaki Williams 90+1'     |
| Substituições: |    |                          |
| RWB            | 2  | Tariq Lamptey 66'        |
| CM             | 11 | Osman Bukari 77'         |
| CF             | 9  | Jordan Ayew 77'          |
| CB             | 25 | Antoine Semenyo 90+2'    |
| CM             | 8  | Daniel-Kofi Kyereh 90+2' |
| Treinador:     |    |                          |
| Otto Addo      |    |                          |

| Homem do Jogo: Cristiano Ronaldo Bandeirinhas: Kyle Atkins Corey Parker Quarto árbitro: Stéphanie Frappart Quinto árbitro: Karen Díaz Medina Árbitro assistente de vídeo: Armando Villarreal Árbitros assistentes de videoárbitro: Drew Fischer Alessandro Giallatini Shaun Evans Elvis Noupue |

### Portugal x Uruguai
| 28 de novembro | Portugal | –         | Uruguai | Estádio Nacional Lusail, Lusail |
| 19:00          |          | Relatório |         |                                 |

### Coreia do Sul x Portugal
| 2 de dezembro | Coreia do Sul | –         | Portugal | Estádio da Cidade da Educação, Al Rayyan |
| 15:00         |               | Relatório |          |                                          |

## Disciplina
Os pontos de fair-play serão usados como critério de desempate se os registos gerais e de confronto direto das equipas estiverem empatados. Estes são calculados com base nos cartões amarelos e vermelhos recebidos em todos os jogos do grupo da seguinte forma:
- primeiro cartão amarelo: menos 1 ponto;
- cartão vermelho indireto (segundo cartão amarelo): menos 3 pontos;
- cartão vermelho direto: menos 4 pontos;
- cartão amarelo e cartão vermelho direto: menos 5 pontos;

Apenas uma das deduções acima pode ser aplicada a um jogador num único jogo.
| Seleções | Jogo 1                        | Jogo 1                            | Jogo 1  | Jogo 1               | Jogo 2                        | Jogo 2                            | Jogo 2  | Jogo 2               | Jogo 3                        | Jogo 3                            | Jogo 3  | Jogo 3               | Pontos |
| Seleções | Penalizado com cartão amarelo | Penalizado · Penalizado · Expulso | Expulso | Penalizado · Expulso | Penalizado com cartão amarelo | Penalizado · Penalizado · Expulso | Expulso | Penalizado · Expulso | Penalizado com cartão amarelo | Penalizado · Penalizado · Expulso | Expulso | Penalizado · Expulso | Pontos |
| -------- | ----------------------------- | --------------------------------- | ------- | -------------------- | ----------------------------- | --------------------------------- | ------- | -------------------- | ----------------------------- | --------------------------------- | ------- | -------------------- | ------ |
| Portugal |                               |                                   |         |                      |                               |                                   |         |                      |                               |                                   |         |                      |        |